# Buslijn 36 (Rotterdam)
Buslijn 36 is een buslijn in de gemeente Rotterdam, die wordt geëxploiteerd door de RET. De lijn verbindt het metrostation Kralingse Zoom via Prinsenland en Het Lage Land met station Rotterdam Alexander en is een zogenaamde gemaksbus. Er hebben sinds 1958 vier lijnen met het lijnnummer 36 bestaan. 

## Geschiedenis

### Lijn 36 I

#### Lijn F
In de jaren 1930 werd een buslijn ingesteld tussen het tuindorp Heijplaat en de Vlaskade waar kon worden overgestapt op een heen en weer bootje naar de rechter maasoever. Een deel van de ritten reed door naar de Vondelingenplaat. Na het gereed komen van de Maastunnel werd de lijn doorgetrokken naar het Heemraadsplein. Later werd lijn F gesplitst in lijn F-1 naar Heijplaat en lijn F-2 naar Pernis en Hoogvliet. 

#### Lijn 36 en 69
Op 1 november 1953 werd lijn F-1 vernummerd in lijn 35 en lijn F-2 in lijn 36. In 1958 werd lijn 36 weer gesplitst in lijn 36 naar Pernis en lijn 38 naar Hoogvliet. Beide lijnen werden op de rechter maasoever verlegd naar een nieuw busstation in de Jongkindstraat. Op 2 september 1967 werd lijn 36 in het kader van de hernummering van het lijnennet vernummerd in lijn 69. In februari 1968 bij de opening van de metro werd de lijn ingekort tot het metrostation Zuidplein en rijdt sindsdien van het Zuidplein via de Waalhaven naar Pernis. 
In november 2002 werd lijn 69 in de avonduren en het weekeinde opgeheven en verlegd naar het metrostation Pernis. In december 2004 werd de lijn beperkt tot een spitsuurdienst. Later keerde de lijn op werkdagen tussen de spitsuren weer terug maar lang duurde dat niet en sindsdien rijdt lijn 69 weer alleen in de spitsuren tussen het Zuidplein en Pernis, via de Waalhaven.

### Lijn 36 II

#### Lijn 57 en A

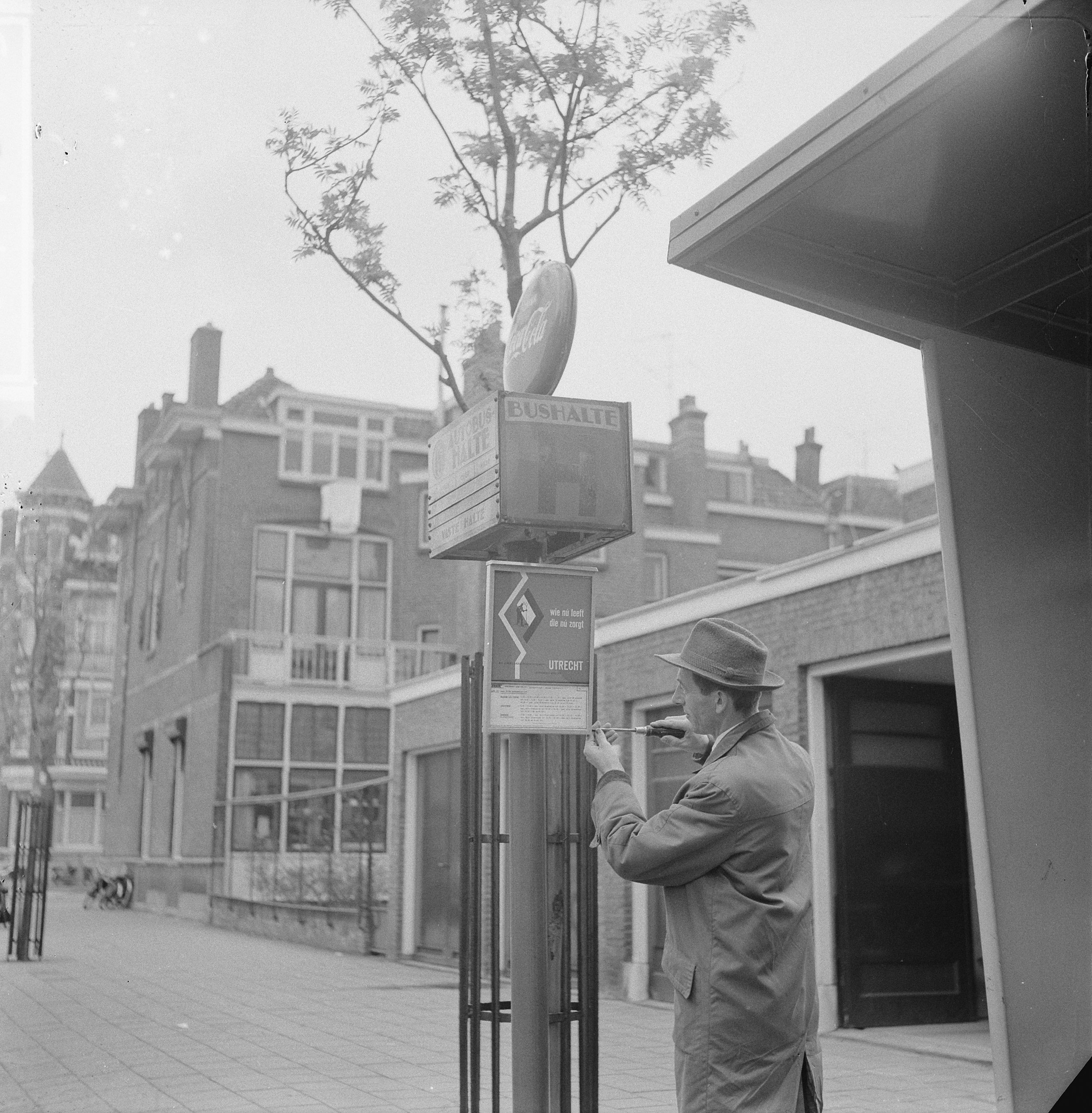
Standplaats in de Lusthofstraat

In februari 1963 werd een nieuwe buslijn 57 ingesteld als ringlijn tussen de Lusthofstraat in Kralingen en de nieuwe wijk het Lage land in de Alexanderpolder. De bus reed in aansluiting op tram 1 en 22 en de tramlijnen over de Oudedijk. De lijn kreeg bij de chauffeurs de bijnaam Alaska-expres omdat het kale in aanbouw zijnde landschap van de nieuwe wijk in de strenge winter van 1963 veel overeenkomsten had met het landschap op Alaska. In juli 1966 werd in aanvulling op lijn 57 een sneldienst A ingesteld die tijdens de spitsuren een sneldienst verzorgde tussen het Lage land en het Centraal Station.

#### Lijn 36
Op 2 september 1967 werd in het kader van de hernummering van het lijnennet lijn 57 vernummerd in lijn 36. In mei 1968 werd lijn 36 verlegd naar het nieuwe station Alexander en in november 1968 werd lijn 36 omgezet in een volwaardige lijn tussen het Bramanteplein in het Lage land via de Bosdreef en de Admiraal de Ruyterweg naar het Centraal Station en verdween lijn A. De lijn groeide uit tot een drukke lijn met een hoge frequentie naar de steeds groter wordende nieuwe wijk. Als enige lijn op de rechter Maasoever werd de lijn gereden van uit de garage aan de Sluisjesdijk op de linker Maasoever en kende dus lange garageritten.  
In november 1982 werd de lijn verlegd naar het metrostation Kralingse Zoom en vandaar via Het Lage land verlegd naar station Alexander. In mei 1983 werd de lijn door de komst van de sneltram naar het Binnenhof opgeheven. De route in het Lage land werd overgenomen door lijn 48 en later lijn 46 die tevens verlegd werd via de nieuwe wijk Prinsenland.

### Lijn 36 III
In de jaren 1990 bestond enkele jaren een zogenaamde Intrastadslijn die bedoeld was voor ouderen en gehandicapten. Lijn 36 reed een grote lusroute over een groot deel van de rechter Maasoever en halteerde bij een aantal servicehaltes waar onder meer toiletten aanwezig waren en waar kon worden overgestapt op kleinschaliger vervoer. De lijn was gekomen omdat de gemeente voortaan verantwoordelijk was voor het vervoer van mindervaliden. De lijn werd echter geen succes en verdween weer en werd vervangen door kleinschalig mindervalidenvervoer. De RET had voor deze lijn een aantal speciale kleine busjes aangeschaft.

### Lijn 36 IV
De huidige lijn 36 werd ingesteld in september 2002. De lijn verving lijn 46 waardoor lijn 36 II weer vrijwel geheel terugkeerde. De lijn reed echter vanaf de Kralingse Zoom ook weer door naar het Centraal Station. In tegenstelling tot de vroegere route via de Bosdreef werd nu via de Honingerdijk gereden. In mei 2004 werd de lijn in verband met de door te voeren bezuinigingen weer ingekort tot de Kralingse Zoom en rijdt sindsdien zijn huidige route.   